# Persone di nome Abu
| Questa pagina contiene informazioni ricavate automaticamente dalle voci biografiche con l'ausilio del template Bio e di un bot. L'aggiornamento è periodico e automatico e ricostruisce completamente la pagina. Se manca una persona in questa lista, sei pregato di non aggiungerla, ma accertati piuttosto che la sua voce biografica contenga il template Bio e che i dati anagrafici siano correttamente compilati. Se il template Bio manca, inseriscilo tu stesso o, in alternativa, metti l'avviso {{tmp\|Bio}} che ne segnala la mancanza. Se i dati riportati sono sbagliati, correggi direttamente la voce biografica; le modifiche saranno visibili in questa lista entro pochi giorni. Per chiarimenti vedi il progetto antroponimi. La lista contiene solo le 73 persone che sono citate nell'enciclopedia e per le quali è stato implementato correttamente il template Bio. Pagina aggiornata al 16 ott 2024. |

Questa è una lista di persone presenti nell'enciclopedia che hanno il prenome Abu, suddivise per attività principale.

## Astrologi(1)
- Albubather, astrologo persiano (Persia - Baghdad)

## Astronomi(1)
- Abu Ali Hasan al-Marrakushi, astronomo marocchino (Marocco - † 1262)

## Botanici(1)
- Abu al-Abbas al-Nabati, botanico, farmacista e teologo arabo (Siviglia, n. 1166 - † 1239)

## Calciatori(4)
- Abu Danladi, calciatore ghanese (Sekondi-Takoradi, n. 1995)
- Abu Dumbuya, calciatore sierraleonese (Freetown, n. 1999)
- Abu Francis, calciatore ghanese (Accra, n. 2001)
- Abu Kamara, calciatore liberiano (Monrovia, n. 1997)

## Cestisti(1)
- Abu Kigab, cestista sudanese (Khartum, n. 1998)

## Condottieri(1)
- Abu Ubayda ibn al-Jarrah, condottiero arabo (La Mecca, n. 582 - Emmaus, † 639)

## Filosofi(3)
- Abu al-Fadl ibn Hasdai, filosofo, poeta e matematico arabo (Saragozza - Il Cairo)
- Ibn Fathun, filosofo, poeta e musicista arabo (Saragozza - Sicilia)
- Al-Mubashshir ibn Fatik, filosofo e matematico arabo (Damasco, n. 1019 - † 1097)

## Funzionari(2)
- Abu Ishaq Ibrahim di Ghazna, funzionario turco (Ghazna, † 966)
- Muhammad ibn Tahir, funzionario persiano († 910)

## Generali(2)
- Abu Muslim Khan Tarkovskij, generale e principe russo (Tarki, n. 1797 - Kafir-Kumukh, † 1860)
- Ziyadat Allah III, generale arabo († 916)

## Geografi(1)
- Abu Saʿīd Gardēzī, geografo e storico persiano (Gardez - † 1061)

## Giocatori di football americano(1)
- Abu Daramy-Swaray, giocatore di football americano sierraleonese (Bo)

## Giuristi(3)
- Ibn al-Jazari, giurista, teologo e storico arabo (Cizre, n. 1350 - Shiraz, † 1439)
- Abu Shugia, giurista arabo (Bassora, n. 1042 - † 1107)
- Al-Bayhaqi, giurista persiano (Khosrowjerd, n. 994 - † 1066)

## Matematici(2)
- Abu l-Wafa Muhammad al-Buzjani, matematico e astronomo persiano (Nīshāpūr, n. 940 - Baghdad)
- Al-Kirmani, matematico, filosofo e medico arabo (Cordova, n. 970 - Saragozza, † 1066)

## Medici(1)
- Abu al-Walid Marwan ibn Janah, medico, farmacologo e linguista spagnolo (Cordova, n. 985 - Saragozza, † 1050)

## Militari(5)
- Abu l-Aghlab al-'Abbas ibn al-Fadl ibn Ya'qub, militare arabo
- Abu Fihr Muhammad ibn 'Abd Allah ibn al-Aghlab, militare arabo (Palermo, † 835)
- Abu Abbas ibn Yakub ibn Abdallah, militare arabo
- Abu Abbas Abdallah ibn Muhammad ibn Abd Allah ibn al-Aghlab, militare arabo
- Abu Malek Ahmad ibn Yakub Umar ibn Abd Allah ibn Ibrahim I ibn al-Aghlab, militare arabo

## Poeti(10)
- Abu l-Qasim al-Shabbi, poeta e saggista tunisino (Tozeur, n. 1909 - Tunisi, † 1934)
- Farrokhi, poeta persiano
- 'Onsori, poeta persiano (Balkh)
- Saʿdi, poeta persiano (n. 1210 - † 1291)
- Al-Abiwardi, poeta e storico persiano (Kufa, n. 1064 - † 1113)
- Said al-Bagdadi, poeta arabo (Mosul)
- Al-Buhturi, poeta arabo (Manbij, n. 821 - † 897)
- Abenamar, poeta arabo (Silves, n. 1031 - † 1086)
- Rudaki, poeta persiano (Panjrud, n. 858)
- Asadi Tusi, poeta e linguista persiano (Tus - Tabriz)

## Politici(3)
- Abu al-Khayr Khan, politico uzbeko (n. 1412 - † 1468)
- Al-Fadl ibn Sahl, politico persiano (Sarakhs, † 818)
- Abu al-Ghazi Bahadur, politico turco (n. 1603 - † 1663)

## Religiosi(1)
- Abu Musa al-Ash'ari, religioso arabo († 672)

## Scrittori(2)
- Ibn Sayyar al-Warraq, scrittore arabo
- Abu l-Fath as-Samiri, scrittore arabo († 1356)

## Sovrani(6)
- Abu Marwan Abd al-Malik II, sovrano marocchino († 1631)
- Abu Bakar di Johor, sovrano malese (Singapore, n. 1833 - Londra, † 1895)
- Abu Bakar di Pahang, sovrano malese (Pekan, n. 1904 - Pekan, † 1974)
- Majd al-Dawla, sovrano (n. 993 - Ghazni)
- Muhammad I al-Mustansir, sovrano (n. 1228 - † 1277)
- Muhammad al-Muʿtamid, sovrano arabo (Beja, n. 1039 - Aghmat, † 1095)

## Storici(1)
- Ibn A'tham al-Kufi, storico arabo

## Sultani(4)
- Muhammad ibn Nasr, sultano (Arjona, n. 1195 - Granada, † 1273)
- Muhammad I, sultano turco (n. 1082 - Baghdad, † 1118)
- Yusuf II di Granada, sultano († 1392)
- Boabdil di Granada, sultano (Granada, n. 1459 - Fez, † 1528)

## Teologi(5)
- Abu 'Isa al-Warraq, teologo arabo (n. 889 - † 994)
- Ibn al-Rawandi, teologo persiano (n. 827 - † 911)
- Al-Harran, teologo, filosofo e mistico persiano (Harran, n. 1030 - Toledo)
- Abu l-A'la Maududi, teologo, politico e filosofo pakistano (Aurangabad, n. 1903 - Buffalo, † 1979)
- Abu Hayyan al-Gharnati, teologo berbero (Jaén, n. 1256 - Il Cairo, † 1344)

## Terroristi(4)
- Abu Muhammad al-Jawlani, terrorista siriano (Riad, n. 1982)
- Abu al Hasan al Hashimi al Qurashi, terrorista e politico iracheno (Rawa, n. 1980 - Jasim, † 2022)
- Abu al-Hussein al-Husseini al-Qurashi, terrorista e politico iracheno (n. 1979 - Jindires, † 2023)
- Abu Hafs al-Hashimi al-Quraishi, terrorista e politico iracheno

## Viaggiatori(2)
- Abu Hamid al-Gharnati, viaggiatore spagnolo (Granada, n. 1080 - Damasco, † 1170)
- Abu l-Qa'sim, viaggiatore arabo

## Senza attività specificata(6)
- Abu Nasr Ahmad ibn Fadl († 1126)
- Abu l-Abbas Ahmad II, califfo († 1394)
- Al-Musta'in, califfo arabo (Samarra - Baghdad, † 866)
- Al-Mustazhir, califfo (Baghdad, n. 1078 - Baghdad, † 1118)
- Abu Bakr ibn Umar, emiro berbero († 1088)
- Abu l-Hasan 'Ali I,  tunisino (n. 1688 - † 1756)